# Vetenskapsåret 1816

## Händelser
- Robert Stirling patenterar stirlingmotorn.
- David Brewster upptäcker den optiska dubbelbrytningens fenomen.
- Georg Lankensperger uppfinner principen för styrning av vagnar med axelskänklar.

### Medicin
- Okänt datum - René Laennec uppfinner stetoskopet.[1]
- Caleb Parry publicerar An Experimental Inquiry into the Nature, Cause and Varieties of the Arterial Pulse, som beskriver pulsens mekanismer.[2]

## Pristagare
- Copleymedaljen: Ej utdelad
- Rumfordmedaljen: Humphry Davy, brittisk kemist och uppfinnare.

## Födda
- 9 april - Charles-Eugène Delaunay, (död 1872), fransk astronom och matematiker.
- 21 juni - Anders Sandøe Ørsted (död 1872), dansk botaniker.
- 7 juli - Johann Rudolf Wolf, (död 1893), schweizisk astronom.
- 8 augusti - Filippo Parlatore, (död 1877), italiensk botaniker.
- 24 november - William Crawford Williamson, (död 1895), brittisk naturforskare.

## Avlidna
- 2 januari - Louis Guyton de Morveau (född 1737),  fransk kemist.
- 14 februari - Rutger Macklean (född 1742),  reformator av svenska jordbruket.
- 27 juni - Domenico Agostino Vandelli, (född 1735), italiensk naturforskare.
- 15 december - Charles Stanhope, 3:e earl Stanhope (född 1753), brittisk matematiker och ingenjör.

### Fotnoter
1. ↑  Laennec, R. T. H. (1819). ”preface”. De l’Auscultation Médiate ou Traité du Diagnostic des Maladies des Poumons et du Coeur. Paris: Brosson & Chaudé
2. ↑  ”Parry, Caleb Hillier”. Whonamedit?. http://www.whonamedit.com/doctor.cfm/397.html. Läst 27 februari 2011.